# 松本龜太郎

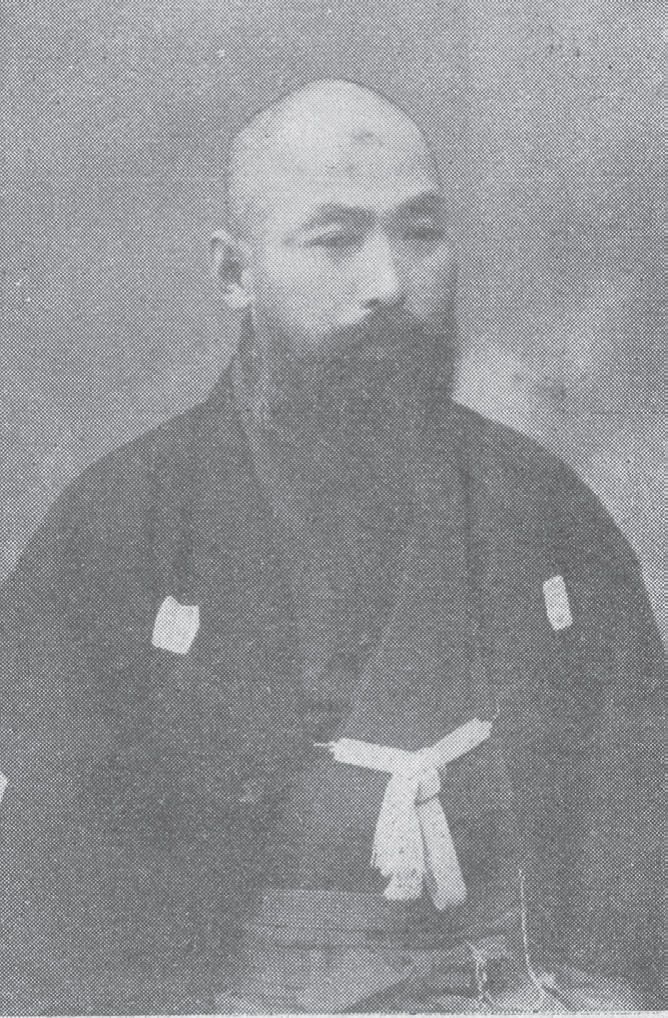
松本龜太郎的著和服肖像照。

松本龜太郎（日语：〔〕／ Matsumoto Kametarō；1874年12月16日—1918年11月19日），號無住，諡法號「破庵無住禪師」，土佐安藝郡（今日本高知縣）人，是19世紀末至20世紀初日治台灣北投地區開發的重要先驅之一。

## 生平簡介
松本龜太郎在1874年12月:172並跟隨峨山禪師修習佛法多年，對明治政府排斥佛教的想法相當憂心:172。並遊歷於臺灣等地:172。
1895年澎湖之役發生前後，他加入大日本帝國陸軍（並參與戰役）。
稍後，他（經徵派）成為臺北縣稅務課長；當時，他也曾為當地市街命名，據說「北門街」「撫臺街」「書院街」皆為松本所命名:172。在擔任官員期間，因聽聞有西洋人士在1894年即發現北投有溫泉，他前往確認並展開策劃與建設，但也因建設時公職仍在身而惹上麻煩。1896年6月、7月間，因臺灣當局由「軍政」改制「民政」，他終於獲准辭職。辭職後，他在北投興建只有屋頂，沒有牆面的簡易溫泉設施，並透過身為鐵道工程師的好友村上彰一，將廢棄的清代鐵軌重新鋪設，成為連接臺北至淡水的「淡水鐵道」:172。
1896年8月（或說1902年），他在北投興築當地第二家溫泉旅館「松濤園」（其原址現屬北投區溫泉路65巷、68巷之間；當地首家溫泉旅館為平田源吾所開設於同年3月之「天狗庵」）。
日俄戰爭時，他前往中國東北擔任「安東軍政署‧通商課長」兼「土木課長」，負責規劃道路建設，亦在錦江山興建安東寺:172。隨後，他辭職創設「昌國公司」，並以在滿洲經營交通事業為目標，之後回到臺灣:172。
1911年，他在北投設立陶窯廠，並自京都招聘匠師前來指導製作花器、酒器、茶器等，後因而獲譽為「北投燒始祖」（或「北投燒元祖」）。同時，他也向有關當局等倡議將淡水線設一支線聯絡當地（即日後之新北投線）。此外，松本也在同年出版《護國論》一書，指出日本面臨的問題，並分別提出政府以及人民應該反省的部分:172。
松本回到臺灣後，即一病不起，之後在1918年11月過世:172，葬於北投山區。

## 身後

### 影響
1919年，後宮信太郎與中川小十郎等設立「北投窯業株式會社」，繼續松本龜太郎生前志業，製造飯碗、瓷磚與耐火磚；後又設立「臺灣窯業株式會社」，生產耐火磚與陶器；該二家窯場之技術與規模當時在臺灣地區均領先同業許多。
後來，「金義合」在萬華設廠時，自臺灣窯業株式會社取得陶瓷製作技術。稍後，「大同磁器股份有限公司」成立時，又自「金義合」聘請技術人員。該二家企業為臺灣二戰戰後瓷器製造產業的主要發展源頭。

### 紀念
- 1919年11月24日，「無住松本君碑」在北投公園內舉行除幕式。該碑之石材取自鄰近之士林溪河床，主要碑體同屬一塊自然岩塊。該碑長6.5尺、寬5.4尺，正面「無住松本君碑」篆體題字為臺灣總督明石元二郎生前親筆，說明碑文則由臺灣銀行副頭取中川小十郎（日语：中川小十郎）撰作、總督官房文書課官員高井清隆書寫。[1][5]
- 京都臨濟宗妙心寺住持在其逝世後贈以「妙心第一座」，以及法號「破庵無住禪師」。[1]